# Santa Rosa del Sara
Santa Rosa del Sara – miasto w Boliwii, w departamencie Santa Cruz, w prowincji Sara.